# Natuurijsklassement
Over de natuurklassiekers wordt een natuurijsklassement opgemaakt. Het klassement heet officieel de Klassieker Cup. Er moeten minstens twee natuurijsklassiekers gereden worden voor het klassement in werking treedt, pas na het verrijden van vier natuurklassiekers wordt ook een eindwinnaar aangewezen. De Nederlandse kampioenschappen marathonschaatsen op natuurijs tellen ook mee voor dit klassement.
Er zijn in de geschiedenis vier natuurijsklassementen voor de heren gehouden met vier verschillende winnaars. De eerste editie was in 1990/91 met Jos Pronk die het klassement wist te winnen. Bij de vrouwen werd er pas sinds het seizoen 1996/97 een klassement opgesteld. 

## Winnaars Natuurijsklassement
| # | Jaar      | Heren            | Dames                   |
| - | --------- | ---------------- | ----------------------- |
| 1 | 1990/1991 | Jos Pronk        |                         |
| 2 | 1995/1996 | Henri Ruitenberg |                         |
| 3 | 1996/1997 | Hans Pieterse    | Neeke Smit              |
| 4 | 2011/2012 | Rob Hadders      | Foske Tamar van der Wal |

### Seizoen 1990-1991
In het seizoen 1990-1991 droeg het natuurijsklassement de naam 'Superprestige klassement':
1. Jos Pronk 90 punt
2. René Ruitenberg 85
3. Bert Verduin 73
4. Evert van Benthem / Henk van Benthem 71

### Seizoen 1995-1996
In het seizoen 1995-1996 droeg het natuurijsklassement de naam 'Unox-natuurijsklassement':
1. Henri Ruitenberg 114 punt
2. Henk Angenent 102
3. Erik Hulzebosch 90
4. Jan Eise Kromkamp 85
5. Arnold Stam 81

### Seizoen 1996-1997
In het seizoen 1996-1997 droeg het natuurijsklassement de naam 'Unox-natuurijsklassement':
1. Hans Pieterse 97 punt
2. Jan Eise Kromkamp 68
3. Peter Baars 63
4. René Ruitenberg 62
5. Piet Kleine 59

### Seizoen 2011-2012
In het seizoen 2011-2012 droeg het natuurijsklassement de naam 'Unox-natuurijsklassement':

#### Mannen
1. Rob Hadders 88,3 punt
2. Ruud Aerts 76,1
3. Martijn Kromkamp 61
4. Geert-Jan van der Wal 44
5. Gary Hekman 42

#### Vrouwen
1. Foske Tamar van der Wal 109,3 punt
2. Jolanda Langeland 85,1
3. Carla Zielman 63
4. Daniëlle Lissenberg 61
5. Erna Last-Kijk in de Vegte 57